# جوسيليتو فاكا
جوسيليتو فاكا فيلاسكو (بالإسبانية: Joselito Vaca Velasco) (مواليد 12 أغسطس 1982 في سانتا كروز) لاعب كرة قدم بوليفي دولي يجيد اللعب في خط الوسط . يلعب حاليا لصالح نادي أوريينتي بيتروليرو البوليفي من سنة 2009 .

## روابط خارجية
- جوسيليتو فاكا على موقع الاتحاد الدولي (مؤرشف)  (الإنجليزية)
- جوسيليتو فاكا على موقع الدوري الأمريكي (الإنجليزية)
- جوسيليتو فاكا على موقع قاعدة بيانات كرة القدم.إي يو (الإنجليزية)
- جوسيليتو فاكا على موقع ناشيونال فوتبول تيمز (الإنجليزية)
- جوسيليتو فاكا على موقع Soccerway.com (الإنجليزية)
- جوسيليتو فاكا على موقع AS.com (الإسبانية)